# نمرا (گروه)
نمرا (به ارمنی: Նեմրա) یک گروه راک ارمنی است که در سال ۲۰۱۲ در ایروان تأسیس شد. به رهبری ترانه‌سرا ون یقیازاریان که حرفه اش وکال و گیتار است و سایر اعضای گروه به نام‌های واسپور یقیازاریان در باس و بک وکال، نوازنده کیبورد و بک وکال ماریانا کاراکیان، و درامر مارک زابورسکی. موسیقی گروه برگرفته از ژانرهای آلترناتیو و ایندی راک است. آنها همچنین نسخه‌های کاور آهنگ‌های محلی ارمنی را هم اجرا می‌کنند.

## تاریخچه
در سال ۲۰۱۸، این گروه برنده «بهترین گروه راک سال» در جوایز موسیقی ارمنستان شد.
آنها دو آلبوم استودیویی به زبان انگلیسی "Mubla" و "Hmm" و چندین تک آهنگ و نماهنگ منتشر کرده‌اند.
در سال ۲۰۱۸، نمرا در نمایش Depi Evratesil با آهنگ "I'm a Liar" با اختلاف اندکی در رتبه دوم قرار گرفت.
آنها تورهای بین‌المللی داشته‌اند و در شهرهایی مانند لس آنجلس، بوستون، سیاتل، کیف، ورشو، تفلیس، مسکو، اولان اوده و سراسر ارمنستان اجرا داشته‌اند.
نمرا از سوی نوازندگان برجسته، از جمله سرج تانکیان (SOAD)، برایان می (کوئین) و جیمز والش (Starsailor) حمایت شده است.
در سال ۲۰۲۲، گروه در جشنواره استارموس اجرا کرد و صحنه را با گیتاریست افسانه‌ای، برایان می، به اشتراک گذاشت، که رهبر گروه وان گیتار شش پنی خود را به عنوان یک نماد خوش شانسی به گروه آنها هدیه داد.
در سال ۲۰۲۳، نمرا برای اولین بار در لس آنجلس در آکادمی لس آنجلس اجرا کرد. لحظه مهمی که در طول کنسرت رخ داد این بود که این گروه با گواهی نامه ای از سنای ایالت کالیفرنیا تجلیل شدند.
در ۲۳ نوامبر ۲۰۲۴، نمرا با سرج تانکیان، رهبر گروه سیستم یک داون، در آهنگ «من از ستاره‌ها می‌ترسم» همکاری کرد. این همکاری برای گروه نمرا قابل توجه بود، زیرا سیستم یک داون تأثیری کلیدی در تشکیل گروه داشته است.
آهنگ محبوب آنها «ناره» بیش از ۱۱ میلیون بازدید در یوتیوب به دست آورده است.

## اعضای گروه
وان یقیازاریان – (خواننده، گیتار لید)، یکی از بنیانگذاران گروه است که او در ۲۸ اوت ۱۹۹۲ در ایروان به دنیا آمد. در سن ۸ سالگی در مدرسه موسیقی بعد از سارایو با اولین حرفه خود ویولن، دومین حرفه خود پیانو، سومین حرفه خود فلوت پذیرفته شد. وی در سال ۲۰۱۰ گیتار را به تنهایی آموخت. وان در دانشگاه دولتی اقتصاد ارمنستان با گرایش «بازاریابی و مدیریت بازرگانی» تحصیل کرده است.
ماریانا کاراکیان – (پیانو، کیبورد، بک وکال)، یکی از بنیانگذاران گروه است که او در ۵ اوت ۱۹۸۸ در ایروان به دنیا آمد. او در سال‌های ۱۹۹۴–۲۰۰۴ در مدرسه موسیقی تخصصی چایکوفسکی در ایروان و در سال‌های ۲۰۰۴–۲۰۱۰ در کنسرواتوار دولتی ایروان با گرایش پیانو تحصیل کرده است و او فوق لیسانس دارد.
واسپور یقیازاریان – (گیتار بیس، بک وکال)، یکی از بنیانگذاران گروه است که او متولد ۴ دسامبر ۱۹۹۳ است. در سن ۶ سالگی در مدرسه موسیقی بعد از سارایو با اولین حرفه خود ویولن، دومین حرفه خود پیانو، سومین حرفه خود فلوت پذیرفته شد. وی در سال ۲۰۱۱ گیتار را به تنهایی آموخت و در سال‌های ۲۰۰۹–۲۰۱۳ در دانشگاه دولتی ایروان در رشته رادیو فیزیک تحصیل کرده است.